# Креф
Креф (нім. Kröv) — громада в Німеччині, розташована в землі Рейнланд-Пфальц. Входить до складу району Бернкастель-Віттліх. Складова частина об'єднання громад Трабен-Трарбах.
Площа — 14,75 км2. Населення становить 2202 ос. (станом на 31 грудня 2020).

## Галерея

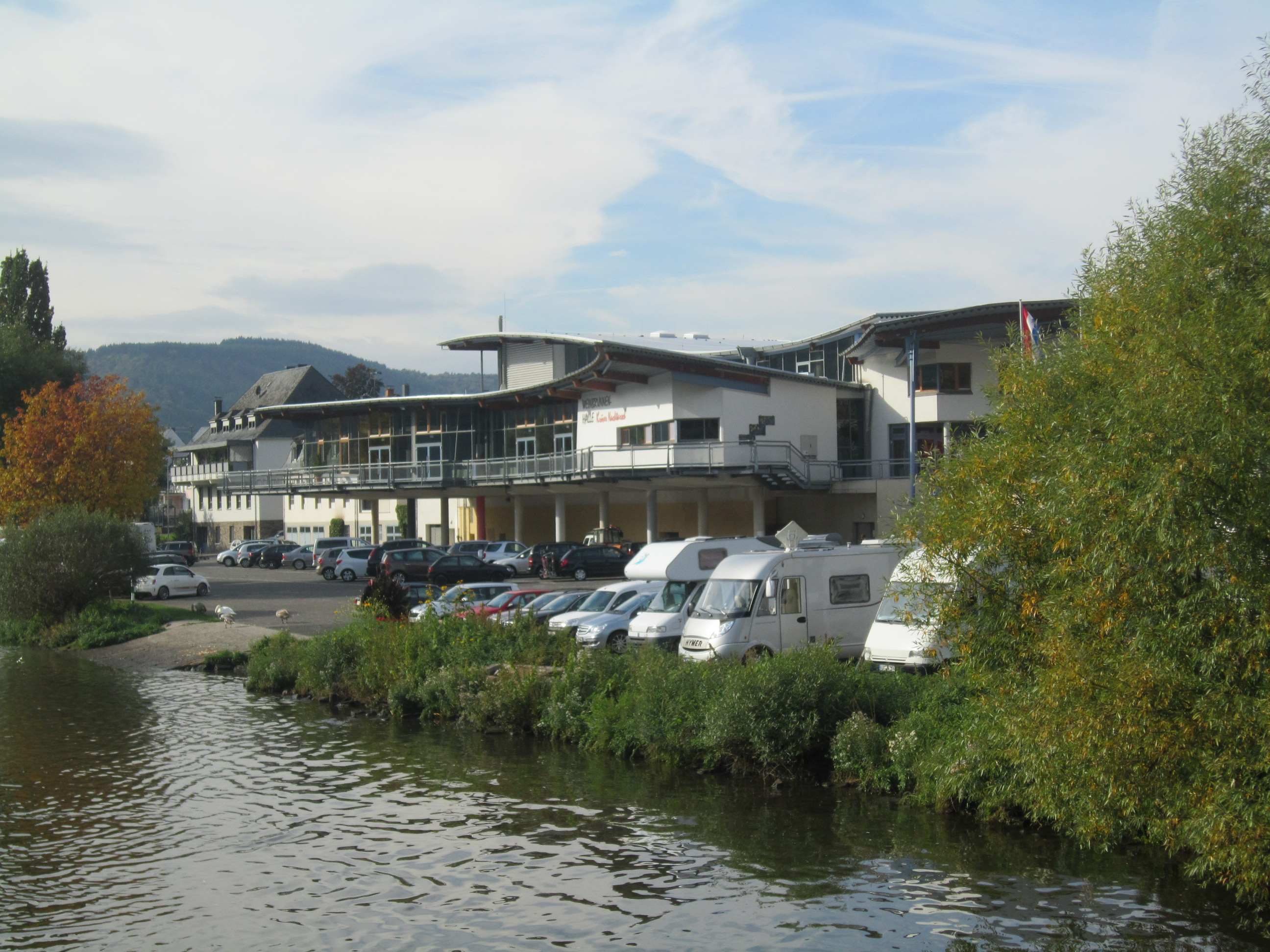
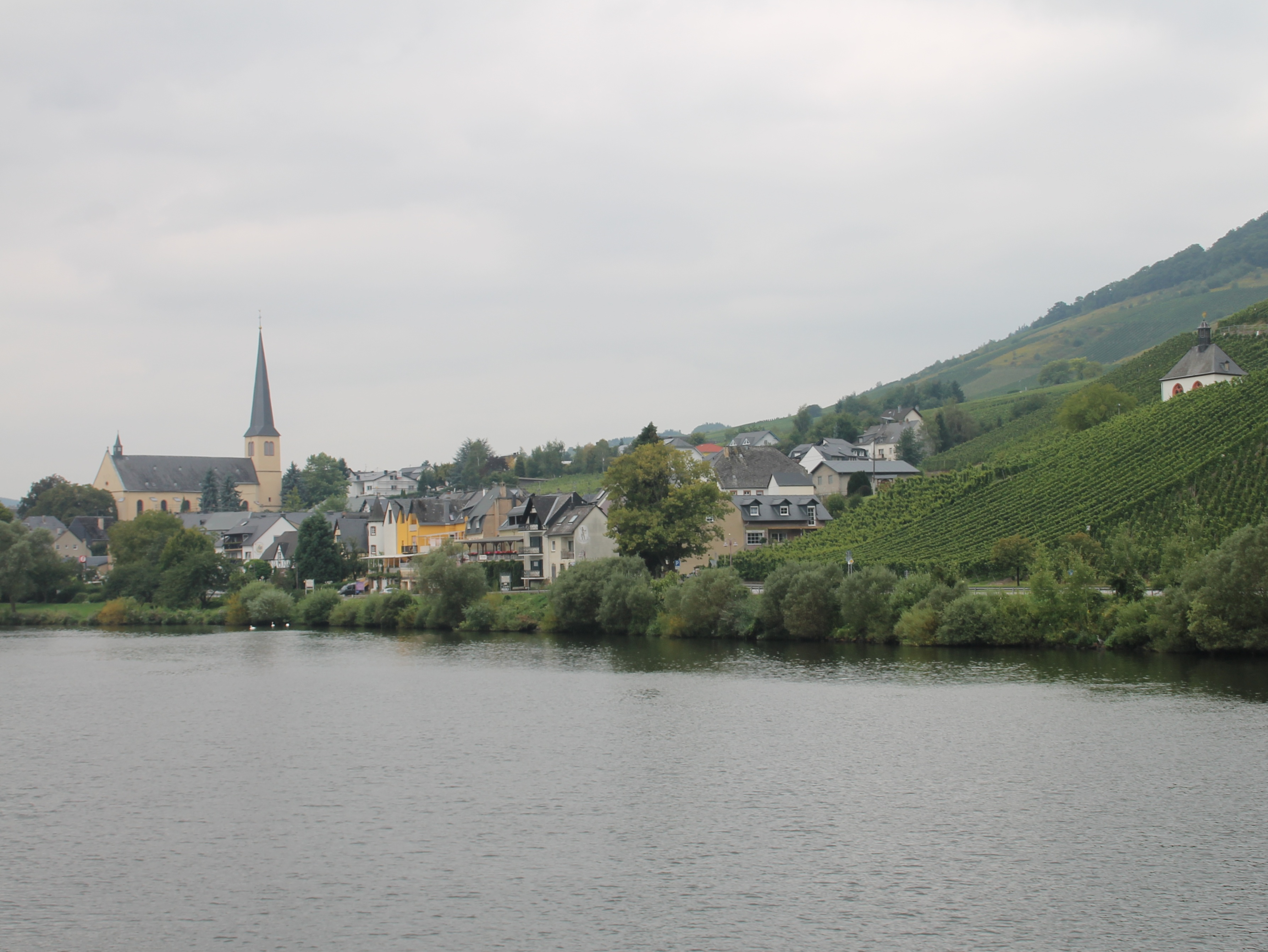